# Mehmet Nas
Mehmet Nas (Gümüşhane, 20 novembre 1979) è un ex calciatore turco, di ruolo centrocampista.